# Троповский, Лев Наумович
Лев Наумович Троповский (24 февраля 1885, Кременчуг, Российская империя—26 октября 1944, Москва, СССР) — советский библиограф, библиотековед, книговед и преподаватель.

## Биография
Родился 24 февраля 1885 года в Кременчуге. В 1909 году поступил на естественный факультет в Сорбонне, который он окончил в 1914 году, после окончания Сорбонны был учителем по физике в парижских школах. В 1918 году переехал в РСФСР и был принят на работу в ВСНХ, где он занимал должность учёного секретаря научно-технического отдела вплоть до 1919 года. В 1920 году переехал в Ташкент и заведовал отделом школы Наркомпроса Туркестана. В 1923 году был принят на работу в Главполитпросвет РСФСР, где он заведовал библиографическим отделом. В 1930 году был избран директором Библиографического институту при ОГИЗе, данную должность он занимал вплоть до 1932 года. В 1932 году был принят на работу в НИИ библиотековедения и рекомендательной библиографии и работал вплоть до 1936 года, одновременно с этим заведовал кафедрой библиографии МГБИ вплоть до своей смерти.
Скончался 26 октября 1944 года в Москве.

## Научные работы
Основные научные работы посвящены библиографии и библиотековедению. Автор ряда научных работ.
- 1934 — Опубликовал проект УДК.
- Активно разрабатывал проблемы ББК, а также возглавлял комиссию по переработке УДК.
- Внёс огромный вклад в разработку теории и практики изучения читателя.
- Дал обобщённую характеристику читательских интересов рабочих и крестьян в период с 1918 по 1928 год.